# Baruch Samuel Blumberg
Baruch Samuel Blumberg (født 28. juli 1925, død 5. april 2011) var en amerikansk læge og modtager af Nobelprisen i medicin for 1976 på grund af sine fund om nye mekanismer for oprindelsen og spredningen af smitsomme og farlige sygdomme.
Blumberg har identificeret flere farlige virusser som f.eks. Hepatitis B-virus og han udviklet en vaccine mod den. Hans datter Jane Blumberg har giftet sig med generaldirektøren i BBC Mark Thompson. 
Blumberg har været medlem af Fox Chase Cancer Center som holder til i Philadelphia siden 1964 og har holdt sin grad som universitetsprofessor i medicin og antropologi ved University of Pennsylvania siden 1977. Samtidig var han Master of Balliol College mellem 1989 og 1994. Fra 1999 til 2002 var han også direktør for NASA Astrobiology Institute ved Ames Research Center, California Moffett Field. 